# Pozzuolo del Friuli
Pozzuolo del Friuli är en ort och kommun i regionen Friuli-Venezia Giulia i Italien och tillhörde tidigare även provinsen Udine som upphörde 2018. Kommunen hade 6 920 invånare (2021).